# フレゼニウス・メディカルケア
フレゼニウス・メディカルケア（独: Fresenius Medical Care AG）は、ドイツ・ヘッセン州のバート・ホンブルク・フォア・デア・ヘーエに本拠を置く、人工透析関連機器を中心とした医療機器の製造・販売を行う企業。フレゼニウスのグループ企業の一社であったが、2023年11月末に非連結会社となった。単独でフランクフルト証券取引所（FWB: FME）とニューヨーク証券取引所（NYSE: FMS）に上場している。

## 沿革
1996年、フレゼニウスがアメリカのヘルスケア企業であったNational Medical Careを買収し、フレゼニウスの人工透析機器部門と合併・独立させることで誕生した。2011年にアメリカ・ワシントン州のLiberty Dialysis Holdings買収を発表、2012年に完了した。2019年2月、アメリカ・マサチューセッツ州の医療機器メーカーNxStage Medical Inc.の買収を完了し、子会社化した。2023年11月30日付けで、株式有限責任組合(Kommanditgesellschaft auf Aktien, KGaA)からドイツの株式会社(Aktiengesellschaft, AG)へ法人形態を変更した。
フレゼニウス・メディカルケアの製品は、腎臓関連をはじめとする透析機器に集中しており、血液透析機や腹膜透析装置などを製造し、病院などの医療機関に販売している。最大の製造工場はアメリカ・ユタ州にあり、このほかドイツや日本などに大規模な工場を有している。

## 日本法人
日本法人「フレゼニウスメディカルケアジャパン株式会社」は、福岡県豊前市に本社オフィスおよび豊前工場を持つ。このほか、フレゼニウス・メディカルケアと川澄化学工業の合弁企業「フレゼニウス川澄株式会社」が大分県豊後大野市にある。